# Resolución 349 del Consejo de Seguridad de las Naciones Unidas
La Resolución del Consejo de Seguridad 349, fue aprobada el 29 de mayo de 1974, después de reafirmar las resoluciones anteriores sobre el tema, y tomando nota de los recientes acontecimientos alentadores, el Consejo prorrogó el estacionamiento en Chipre de la Fuerza de las Naciones Unidas para el Mantenimiento de la Paz en Chipre por un nuevo período, que termina ahora el 15 de diciembre de 1974.
El Consejo también exhortó a las partes directamente interesadas a que siguieran actuando con la máxima moderación y a que cooperaran plenamente con la fuerza de mantenimiento de la paz.
La resolución fue aprobada por 14 votos a favor, ninguno en contra y una abstención de China.